# 歐尼斯特·金
歐尼斯特·約瑟夫·金五星上將GCB（英語：Ernest Joseph King，1878年11月23日—1956年6月25日）是美國海軍一名軍官。第二次世界大戰時擔任美國海軍作戰部長（Chief of Naval Operations，CNO）暨美國艦隊總司令（Commander in Chief, United States Fleet，COMIN-CH），同時也是美軍參謀首長聯席會議成員之一。在這些職位上，他是美國海軍的最高領導人，直接對總統負責，並指導美國海軍的作戰與戰略。

## 早年生活
金恩出生於俄亥俄州洛蘭鎮，父母親為詹姆士·克萊茲代爾·金恩（James Clydesdale King）與伊麗莎白·坎·金恩（Elizabath Keam King）。1897年進入美國海軍官校，在高年級時獲得學員少校的官階，為當時學員生所能獲得的最高階。金恩於1901年畢業，並在那一班畢業生的67人中，成績排名第4位 。
當金恩還是官校生時便被派至舊金山號巡洋艦（USS San Francisco，C-5/CM-2），並參與了美西戰爭。畢業後他先後服役於測量艦（survey ship）老鷹號（USS Eagle），戰艦伊利諾號（USS Illinois，BB-7）、阿拉巴馬號（USS Alabama，BB-8）、新罕布夏號（USS New Hampshire，BB-25），以及巡洋艦辛辛那提號（USS Cincinnati，C-7）等。在1905年時曾擔任日俄戰爭時在日方的觀察員。金恩少校於1914年第一次獲得指揮權，擔任驅逐艦泰利號（USS Terry，DD-25）艦長，並參與了美國入侵韋拉克魯斯（Occupation of Veracruz）的行動。之後轉任另一艘驅逐艦卡森號（USS Cassin，DD-43）的艦長直到1916年，並於之後擔任美國大西洋艦隊司令亨利·梅約（Henry T. Mayo）中將的助理參謀長。
金恩於1905年10月10日與巴爾的摩的社交名流，瑪莎·蘭金·伊格頓（Martha Rankin Egerton）於海軍官校教堂結婚。婚後兩人育有六女一男，兒子小恩斯特·金恩亦曾服役於海軍，最後以中校官階退役。

## 第一次世界大戰
金恩在第一次世界大戰其間均擔任美國大西洋艦隊的助理參謀長，職責所在，他常常需要訪問英國的大艦隊（Grand Fleet），也曾登艦擔任觀察員，雖然他與英國海軍有很密切的接觸，但因為不明的原因，讓他產生了一種仇英心理（anglophobia），這在第二次世界大戰中曾造成許多影響。由於表現優秀，已升任上校的金恩獲得了海軍十字勳章，以表彰他在助理參謀長任內的卓越表現。

## 第一次世界大戰後
戰後，金恩上校擔任 美國海軍研究院（Naval Postgraduate School）的院長，他會同達德利·諾克斯（Dudley W. Knox）上校與威廉·派伊上校一同草擬一份海軍訓練與生涯規劃的建議案。這個建議案中的大部份意見都被採納，並成為美國海軍的政策。他在1921年回到海上勤務，出任糧秣補給艦布里基號（USS Bridge，AF-1）的艦長。一年後，他在新倫敦港的海軍潛艇基地接受短暫訓練，並接任第11潛艇戰隊司令。雖然他是現代作戰潛艇資格胸章（Submarine Warfare insignia，即俗稱的海豚胸章）的設計者，但他並未獲得該胸章。金恩上校於1923年擔任新倫敦港海軍潛艇基地指揮官，他在1926年因指揮S-51號潛艇（USS SS-162）的打撈工作，獲得了第一個優異服務勳章（Distinguished Service Medal）。
1926年，在首任海軍航空署（Bureau of Aeronautics）署長威廉·莫菲特（William A. Moffett）少將的要求下，金恩接任水上機母艦萊特號（USS Wright，AV-1）的艦長，並兼任大西洋艦隊航空中隊總隊長的資深助手。同年，美國國會通過法律，要求所有航艦、水上飛機母艦、與岸基航空站指揮官都必需是海軍飛行員，因此金恩於1927年1月至朋沙科拉的海軍航空站接受飛行訓練，他是那一期中唯一一位上校。金恩於1927年5月26日結訓，並獲得海軍第3368位飛行員的飛行翼胸章（從1927到1936年間，金恩每年平均仍會飛行約150小時）。結訓後金恩上校回任萊特號艦長到1928年8月，之後他在莫菲特少將之下擔任海軍航空署副署長。但由於對於航空署政策理念不同，他於1929年被約翰·陶爾士（John H. Towers）中校取代，轉任諾福克港指揮官。1930年1月20日，金恩擔任航艦列星頓號（USS Lexington，CV-2）艦長直到1932年。1932年金恩到海軍戰爭學院受訓，結訓後在1933年4月26日晉升少將，並接替莫菲特少將擔任海軍航空署署長（莫菲特少將於4月4日因阿克倫號飛船墜毀而喪生）。在署長任內，他與海軍航海署（Bureau of Navigation，即後來之海軍人事署，Bureau of Naval Personnel）署長威廉·李海少將合作，成功的擴增了美國海軍飛行員的數目。
金恩於1936年卸任署長一職，轉任北島海軍航空站的指揮官。他於1938年1月29日晉升中將（當時美國海軍僅有的三名中將之一），並成為戰鬥艦隊的航空指揮官。他原先希望出任海軍作戰部長或美國艦隊總司令，但由於缺乏政治操作技巧與不良的人際關係，他在1939年6月15日被左遷至俗稱大象墳場（elephant's graveyard）的將官會議（General Board），預計將在1942年退役。不過他的少數朋友之一，海軍作戰部長哈羅德·史塔克（Harold R. Stark）上將認為將金恩放在將官會議是一種浪費，而且在1940年德國展開海獅行動（Operation Sealion）後，美國雖未正式參戰，但美國全力支援英國，且海軍已經自動負擔從美洲大陸到冰島間的護航與警戒任務。於是他在1940年12月重新啟用金恩擔任空中巡邏部隊（Aircraft Scouting Force）司令，以對抗德國U艇。當美國巡邏艦隊於1941年2月擴編為美國大西洋艦隊時，金恩即接任艦隊司令，同時晉升上將。

## 第二次世界大戰
珍珠港事變之後，羅斯福總統與海軍部部長法蘭克·諾克斯（William F. "Frank" Knox）決定由金恩上將於1941年12月30日升任為美國艦隊總司令。由於金恩一上任便運用他所有可能的權力，導致美國艦隊總司令與作戰部長史塔克上將間的權責無從釐清，於是羅斯福總統便在1942年3月26日任命金恩為作戰部長暨美國艦隊總司令，史塔克上將則改派至英國擔任美國駐歐洲海軍司令（Commander of U.S. Naval Forces in Europe）。
此時的金恩除了是美國海軍的最高領導人，也是美軍參謀首長聯席會議成員。這個單位與大英帝國參謀本部的成員合併開會時，則稱為聯合參謀首長會議（Combined Chief of Staff），這個會議的職責在於研擬並管制盟軍的所有任務。而關於太平洋戰區的主要軍事行動，都仰賴金恩所提供的意見。金恩對於美國先歐後亞的政策十分支持，但同時他也認為太平洋戰場是美國的「私房戰場」，大可不必受到盟國（主要是美、英、蘇三國）的全球戰略干擾。在1943年5月12－27日所舉行的第三次華盛頓會議（代字三叉戟）中，金恩成功的讓英國將太平洋戰爭的控制權移交給美軍參謀首長聯席會議，於是金恩在同年6月1日與美國太平洋艦隊司令尼米茲上將的會談中，正式授權尼米茲可以放手調動部隊，不需事先徵得參謀首長聯席會議的授權。此後，所有關於太平洋地區的作戰主要是由太平洋艦隊司令部進行計劃，然後經由太平洋艦隊司令與美國艦隊司令的定期會議確認，最後由美軍參謀首長聯席會議發佈書面命令同意。
1944年12日11日，美國參眾兩院同意授權總統任命四位陸軍上將與四位海軍上將為五星上將官階，以使美國高階軍官能更方便與英軍元帥們交涉。於是羅斯福總統立刻提名喬治·馬歇爾，道格拉斯·麥克阿瑟，德懷特·艾森豪與亨利·阿諾德為陸軍五星上將，李海，金恩，與尼米茲為海軍五星上將。參議院於15日批准了這些任命。
金恩跟英國的伯納德·蒙哥馬利元帥可能是第二次世界大戰的盟軍高階將領中，樹敵最多的兩位。對於金恩來說，他最大的弱點便是不善於待人處事，行事也不夠圓融。如同金恩的一位女兒所說的：「他是美國海军中情绪最稳定的人。他永远在盛怒中（"He is the most even-tempered person in the United States Navy. He is always in a rage"）。」此外，他的私德也曾被質疑過，美國海軍官校歷史系教授羅伯特·納夫曾描寫金恩的缺點為：「別人的老婆，酒精，與缺乏耐心」。金恩常飲酒過量並非秘密，甚至曾被指控過在正式宴會上調戲屬下的妻子。但是他仍然具有許多優點，比如說敏銳的智慧，無與倫比的戰鬥精神，以及天生的策略家與協調者，而且他是美國海軍進入第二次世界大戰前，高階將領中極少數具有水面艦，潛水艇與飛行員三者兼備的完整經歷，因此在珍珠港事件後，諾克斯部長與羅斯福總統都認為只有金恩才能重振美國海軍的士氣與重拾海軍信心。事實上他也做到了，雖然用的不是一種溫和的方法。就如同開戰時他對新聞記者所說的：「當開始作戰的時候，他們需要一堆混帳東西（"When the shooting starts, they call for the sons-of-bitches"）。」

## 軍階晉升日期
- 見習官 - 1901年6月

| 少尉 Ensign  | 中尉 Lieutenant Junior Grade | 上尉 Lieutenant | 少校 Lieutenant Commander | 中校 Commander | 上校 Captain  |
| O-1          | O-2                          | O-3             | O-4                       | O-5            | O-6           |
| ------------ | ---------------------------- | --------------- | ------------------------- | -------------- | ------------- |
|              |                              |                 |                           |                |               |
| 1903年6月7日 | 跳過                         | 1906年6月7日    | 1913年7月1日              | 1917年7月1日   | 1918年9月21日 |

| 少將（准將） Rear Admiral (Lower Half) | 少將 Rear Admiral (Upper Half) | 中將 Vice Admiral | 上將 Admiral | 五星上將 Fleet Admiral |
| O-7                                    | O-8                            | O-9               | O-10         | O-11                   |
| -------------------------------------- | ------------------------------ | ----------------- | ------------ | ---------------------- |
|                                        |                                |                   |              |                        |
| 跳過                                   | 1933年4月26日                  | 1938年1月29日     | 1941年2月1日 | 1944年12月17日         |

## 荣誉
金恩上將獲得許多勳獎，包括海軍十字勳章，海軍優異服務勳章飾兩枚金星，西班牙戰役勳章，山普森勳章，墨西哥服役勳章，第一次世界大戰勝利勳章飾大西洋艦隊戰役鉤飾，美國防衛服役勳章飾大西洋紋章，美國戰役勳章，第二次世界大戰勝利勳章，以及國防服役勳章等。盟邦政府也頒發許多勳獎給金恩上將，如比利時英勇十字勳章與皇冠勳章大軍官勳位，巴西政府功勳勳章（Order of Merit, Grande Official），中華民國寶鼎勳章，古巴海軍功勳勳位，厄瓜多押頓·卡特隆之星（Estrella Abdon Calderon），法國英勇十字勳章與法國榮譽軍團勳章大軍官勳位，英國巴斯勳章騎士大十字勳位，希臘喬治一世勳章大十字勳位，義大利義大利皇冠勳章軍官勳位與級義大利軍事勳章大十字騎士勳位，荷蘭奧瑞治－拿騷勳章，與巴拿馬瓦斯科·努涅斯·德·巴爾博亞勳章司令勳位（Commander of the Order of Vasco Nunez de Balboa）等。

### 外国勋章奖章
- 特种大绶云麾勋章（中华民国，1947年7月14日批准[8]）

## 退休
戰後，金恩推薦尼米茲上將接任作戰部長一職，並於1945年12月15日自海軍退休。退休後金恩住在華盛頓特區，除撰寫回憶錄外，還在1950年時被海軍部召回擔任顧問。金恩在1947年時因心肌梗塞住進貝塞斯達海軍醫院（Naval Hospitals at Bethesda）後，就一直受到心臟疾病的影響。1956年6月26日，金恩上將因心臟病突發病逝於緬因州凱特瑞鎮，遺體安葬於海軍官校墓園。

## 榮譽
法拉格特級驅逐艦金恩號是用以榮耀金恩上將。此外，為表彰金恩上將對海事歷史的興趣與專業貢獻，海軍部部長羅伯特·安德森於1953年將海軍戰爭學院的海事歷史講座教授命名為恩斯特·金恩海事歷史講座教授。